# 馬庫希
49°59′58″N 34°23′44″E / 49.99944°N 34.39556°E
馬庫希（烏克蘭語：Макухи），是烏克蘭中部的村莊，隸屬波爾塔瓦州的波爾塔瓦區。該村距離亞基涅-奧卡里0.5公里，面積0.52平方公里，海拔高度163米，2001年人口18。